# Lampetis drummondi
Lampetis drummondi es una especie de escarabajo del género Lampetis, familia Buprestidae. Fue descrita científicamente por Laporte & Gory en 1836.
Se encuentra en América Central y del Norte.